# Spirostreptus gracilis
Spirostreptus gracilis är en mångfotingart som beskrevs av Daday. Spirostreptus gracilis ingår i släktet Spirostreptus och familjen Spirostreptidae. Inga underarter finns listade i Catalogue of Life.